# سریف اروپا
سریف اروپا (انگلیسی: Serif Europe) شرکت نرم‌افزار بریتانیایی است، که در سال ۱۹۸۷ تأسیس شد.